# Comarca del Ebro
| Merindades La Bureba Ebro Páramos Odra y Pisuerga Alfoz de Burgos | Montes de Oca Arlanza Sierra de la Demanda Ribera del Duero |

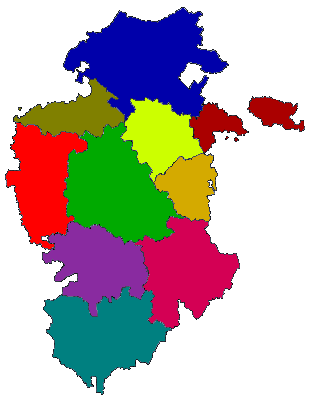
Mapa de las comarcas de Burgos.

La comarca del Ebro o comarca del Valle del Ebro es una comarca de la provincia de Burgos en Castilla y León (España). Se sitúa al noreste de la provincia y está recorrida de noroeste a sureste por el río Ebro. Los Montes Obarenes separan el valle de la comarca de La Bureba por el oeste y su capital es Miranda de Ebro. Esta comarca tiene 41 000 habitantes aproximadamente. Pertenece a esta comarca el enclave de Treviño. La sierra de Cantabria, los montes de Vitoria y los montes Obarenes son sus fronteras naturales. Es una comarca rica en superficie forestal con una economía eminentemente industrial. También destaca su situación de cruces de caminos entre la Meseta, el valle del Ebro y el País Vasco hacia Francia, lo que la convierte en un nudo de comunicaciones tanto por carretera como ferroviario.

## Geografía
.

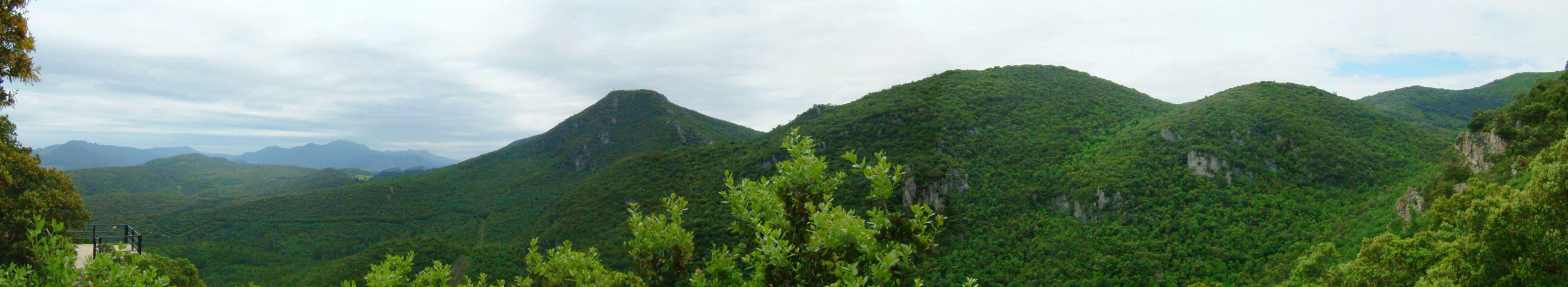
Los Montes de Miranda y Ameyugo (Montes Obarenes) separan la comarca de La Rioja y La Bureba

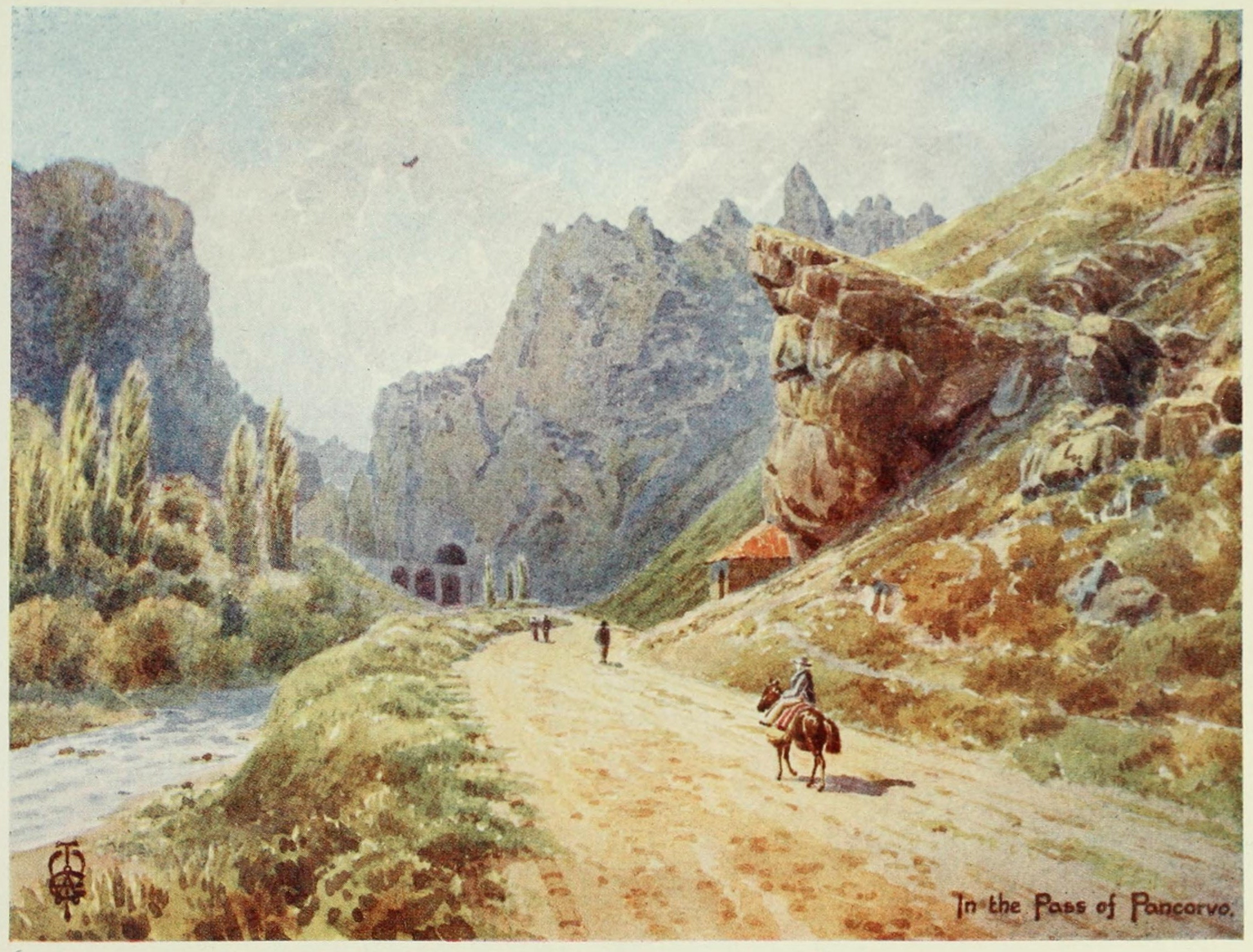
Vista del paso de Pancorbo en una acuarela de Edgar T. A. Wigram publicada en su obra Northern Spain en 1906.

La comarca del Ebro coincide en gran parte con un valle recorrido por el río Ebro o llanada enclavado entre los Montes Obarenes con salidas por los desfiladeros de Pancorbo, Sobrón y Cellorigo, la sierra de Cantabria con salida por las Conchas de Haro y los Montes de Vitoria con salida por el desfiladero de La Puebla de Arganzón; a excepción de algunos municipios de dicha llanada que pertenecen a la Cuadrilla de Añana, en Álava. La comarca se encuentra enclavada entre las comunidades de La Rioja, Castilla y León y País Vasco.
El clima es mediterráneo continentalizado y está influido por las condiciones industriales. Los inviernos son fríos, con frecuentes heladas y nieblas, mientras que las nevadas son ocasionales pero copiosas.
La litología está constituida en gran parte por terrenos arcillosos, calizas y areniscas formados en el Oligoceno y el Cretácico. Cerca de la comarca, aunque en tierras riojanas y alavesas, está la montaña de Toloño y Peñacerrada cuyos orígenes son volcánicos.
El río Ebro baña la comarca junto a algunos de sus afluentes, como el río Ayuda, el río Bayas, el río Zadorra o el río Oroncillo.
La geografía de la comarca del Ebro tiene un aspecto geográfico-ecológico muy característico. El valle se ubica entre las dos grandes franjas biogeográficas de Europa, la Eurosiberiana (humedad, frío, hayedos, robledales,...) y la Mediterránea (veranos secos, inviernos templados, bosques de encina, quejigo, boj), lo que le otorga de una diversidad biológica extraordinaria.
Respecto a la fauna, entre las aves destacan las rapaces como el águila real, águila perdicera, buitre leonado, búho real o la lechuza. En las zonas forestales dominan los corzos, jabalíes, zorros, jinetas y gato monteses. En las charcas y humedales hay anfibios y reptiles como tritones, ranas, sapos, lagartijas, culebras de agua....

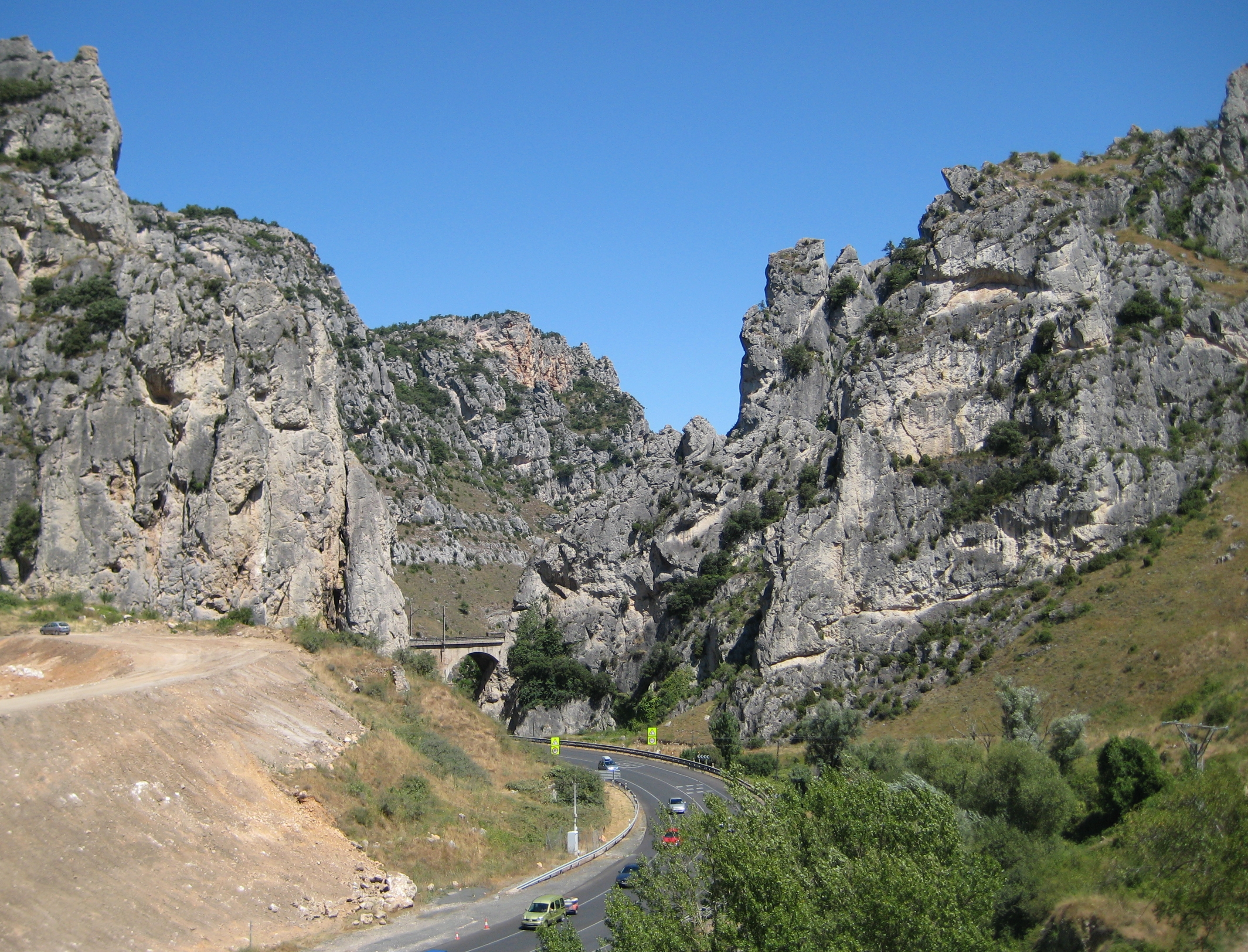
Carretera Nacional I a su paso por el Puerto de Pancorbo.
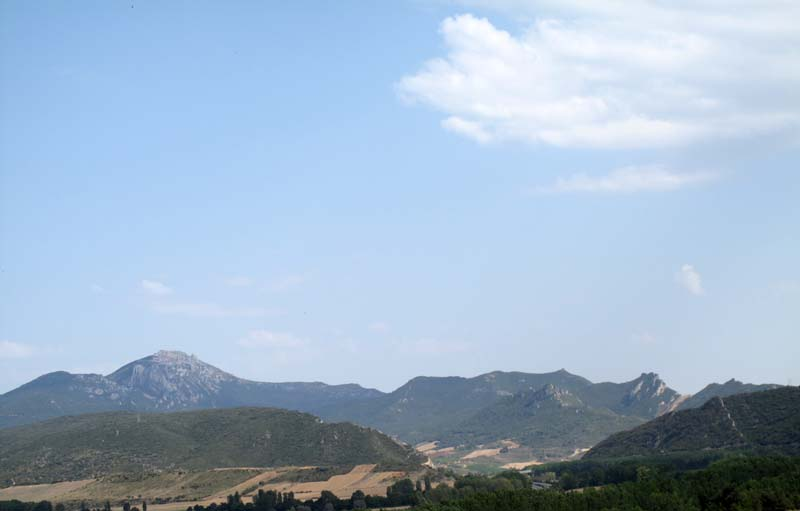
Toloño (Sierra de Cantabria) visto desde Ircio.
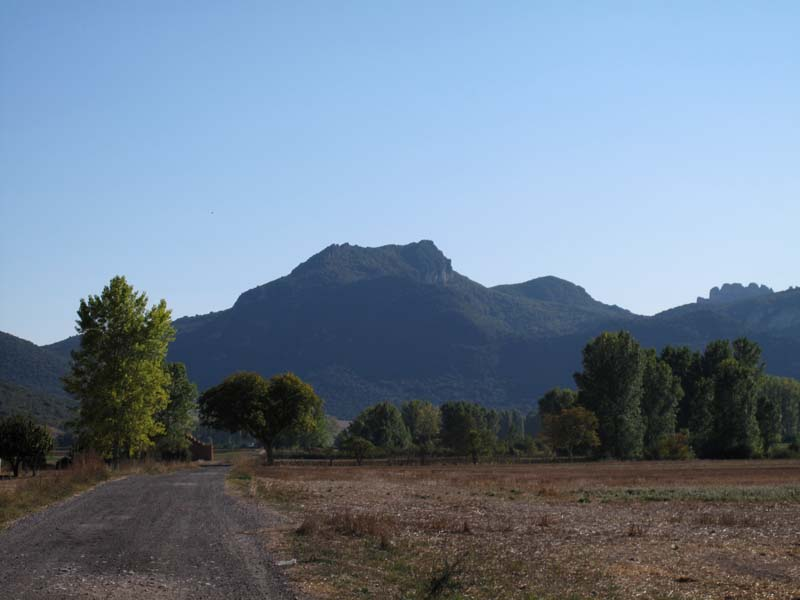
Montes Obarenes y riscos de Cellorigo desde Orón.
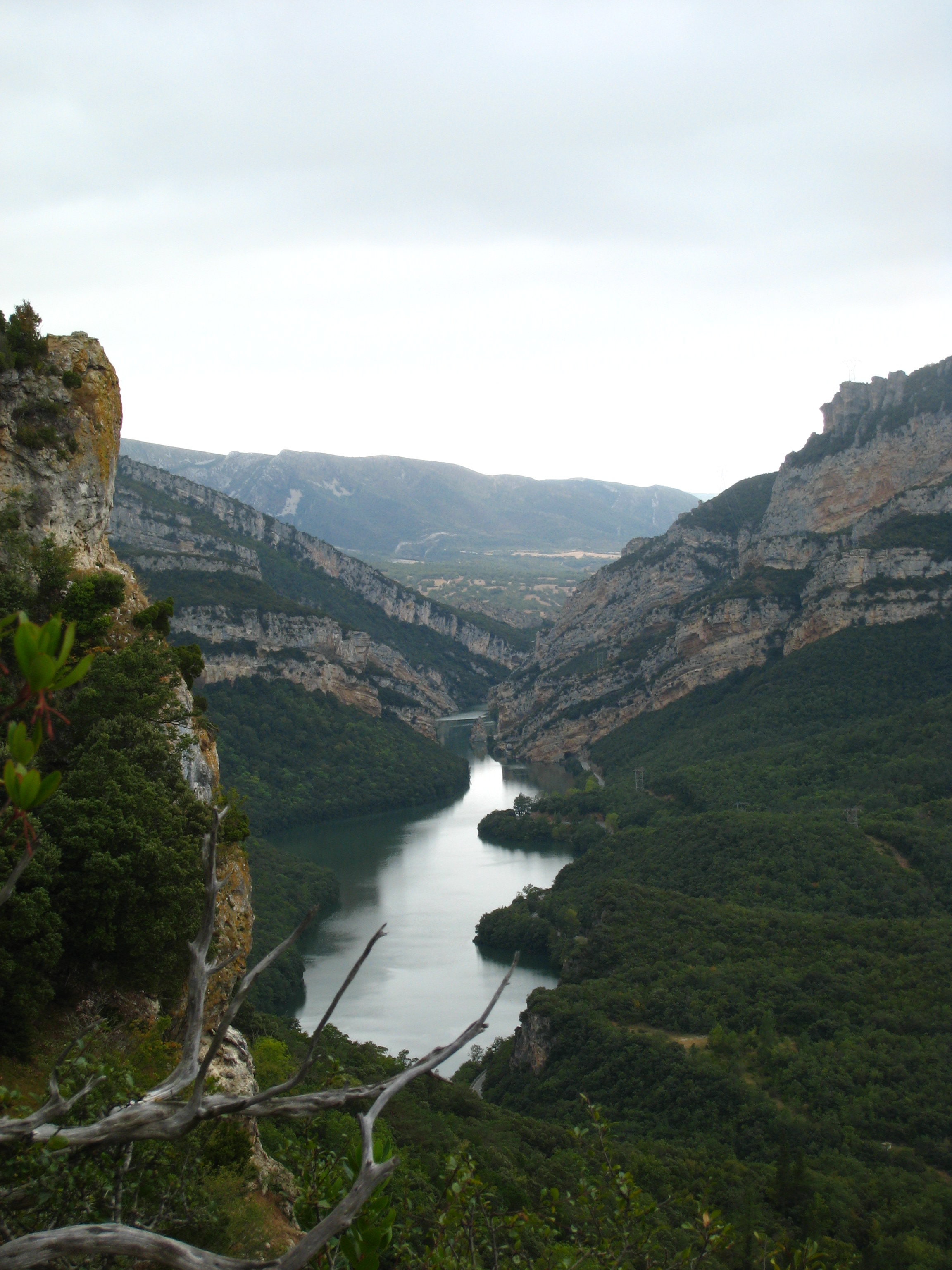
Hoces del Ebro entre Sobrón y Villanueva Soportilla.
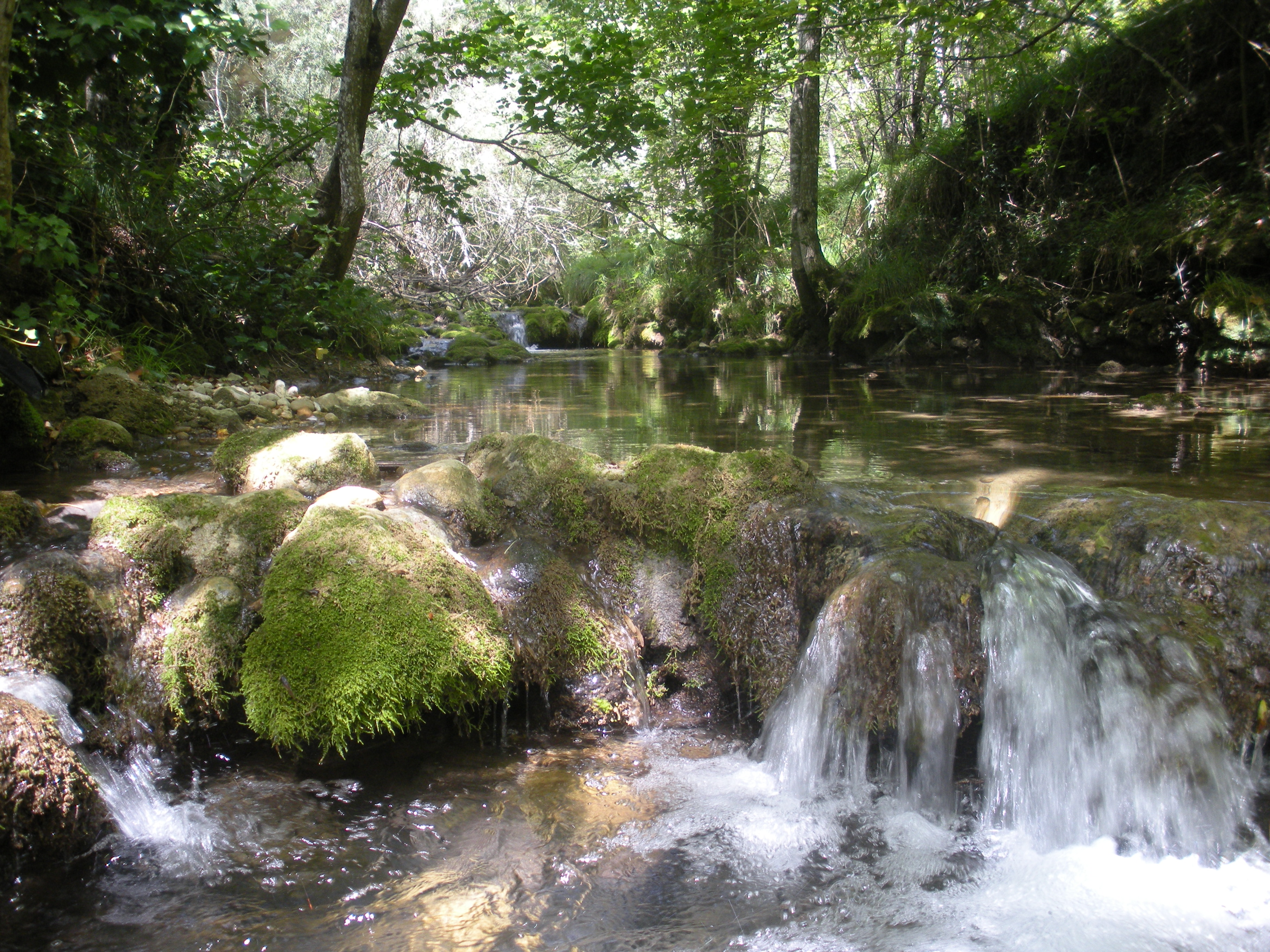
río Ayuda en el Condado de Treviño.

## Historia

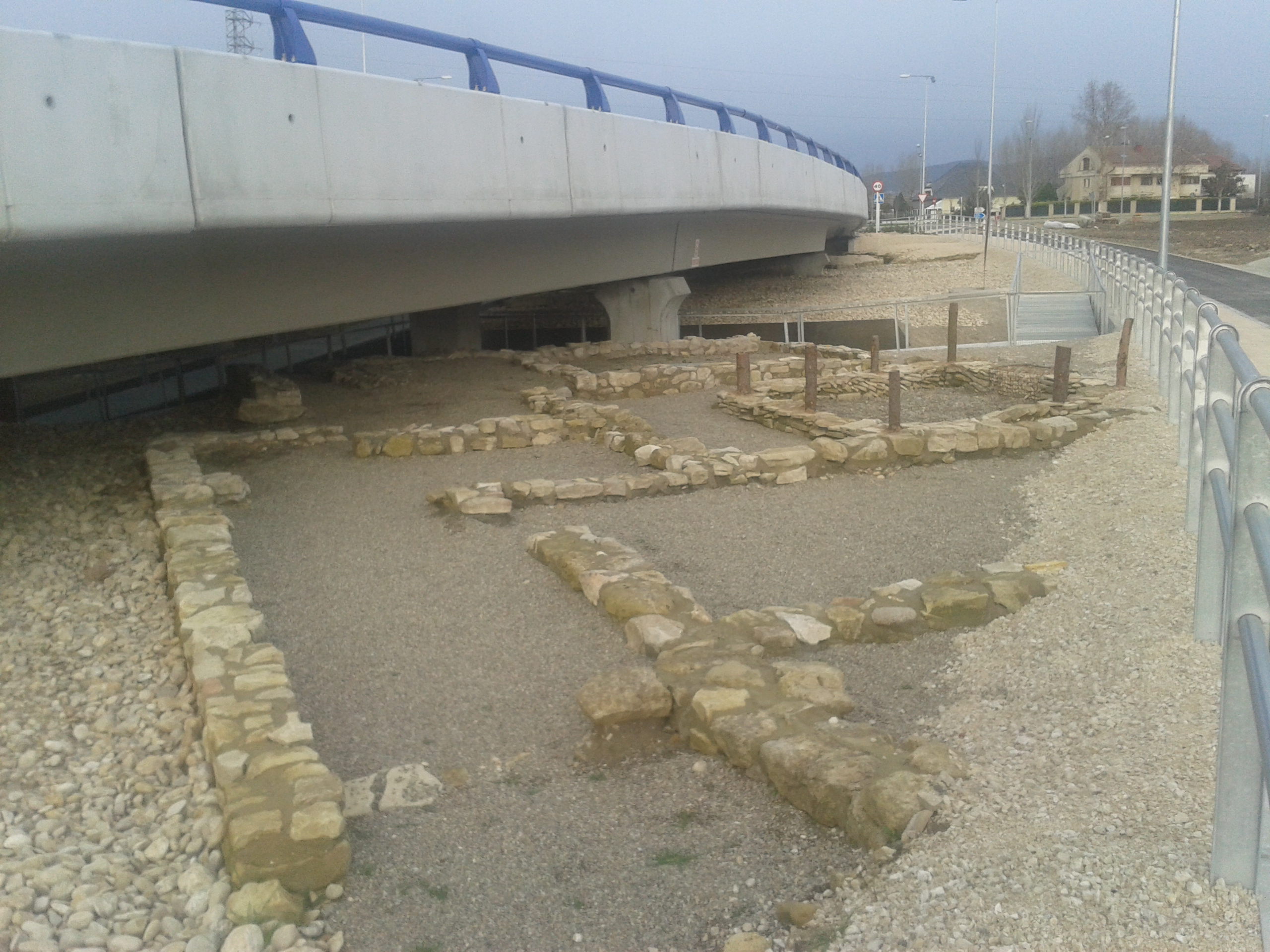
Restos del yacimiento de Arce-Mirapérez.

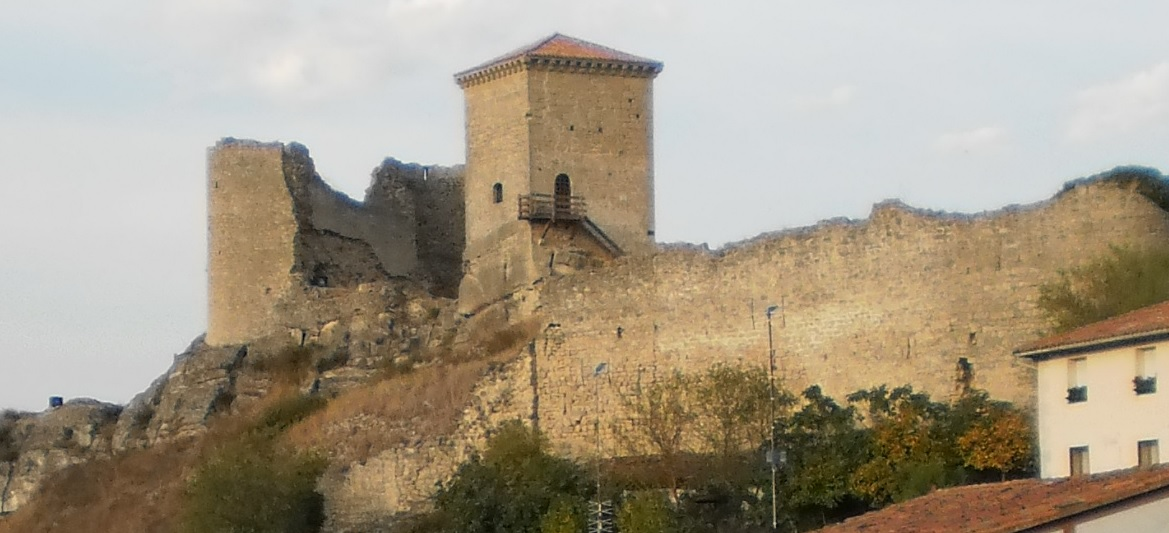
Castillo de Término, evolución de la fortaleza del siglo de los condes de Castilla y Álava sita en el mismo lugar.

En la comarca se han encontrado numerosos vestigios prehistóricos que indican la presencia de asentamientos desde el Neolítico. En la localidad de Ameyugo se encuentra la Cueva de Vallojera donde se han recogido cuchillos de sílex, punzones y hasta un peine de hueso. De la Edad del Bronce apenas se han descubierto manifestaciones en la zona, a excepción de cerámica en Pancorbo.
A finales de la Edad de Hierro existieron en la zona asentamientos de pueblos centroeuropeo: los autrigones, que en el Condado de Treviño se encontraban con caristios y várdulos. El yacimiento de Arce-Mirapérez se encuentra situado a escasos 3 km de Miranda de Ebro y según los últimos estudios, allí se ubica Deóbriga.
Con la romanización en la zona, se dio la construcción de la calzada romana Ab Asturica Burdigalam (Astorga-Burdeos), o Iter XXXIV, que cruzaba el Ebro junto al núcleo de Deóbriga, ya que por aquel entonces el río debía tener zonas pantanosas. Existían también otras vías de menor importancia que unían Deóbriga con Puentelarrá y Armiñón.
Entre el siglo III y el siglo IV hubo una importante actividad económica en el campo, lo que propició el traslado de la ciudad a las villas agrícolas. Es el caso de Cabriana donde se asentó una de estas villas de las que se conservan reproducciones del siglo XVIII sobre los mosaicos encontrados en aquel siglo. Se conoce la existencia de unos miliarios galos desaparecidos que debieron estar en las calzadas próximas a Ircio y Cabriana. El descontrol ya iniciado en el siglo III se extendió hasta el siglo V cuando cayó definitivamente el Imperio romano tras la llegada de los pueblos germánicos.
Leovigildo decidió lanzar un ataque contra cántabros y vascones, y para ello creó una barrera en la zona con guarniciones visigóticas. La comarca pasó de pertenecer a la provincia Tarraconense para incluirse en el Ducado de Cantabria.
En esta época el movimiento eremítico tuvo relevancia en los montes de la comarca. Varios eran los ermitaños que vivían en los mismos (San Formerio, Felices de Bilibio)...
En el 711 se produjo la invasión musulmana de Hispania. Musa ibn Nusair llevó a cabo la invasión desde el Valle del Ebro hacia el oeste, por lo tanto Miranda quedó invadida en torno al año 714. En este mismo año se produjo la asimilación-conversión del magnate Casio y su familia que dio origen a la poderosa familia Banu Qasi.
En la Crónica albeldense se menciona la famosa expedición que llevó a cabo Alfonso I, rey de Asturias por la ribera del Ebro en el año 757. En dicho relato se refieren las localidades destruidas: Miranda (actual Miranda de Ebro), Revendeca, Carbonaria, Abeica (Ábalos, desde donde cruzó el Ebro), Brunes (Podría ser Briones pero no es del todo seguro), Cinissariam (Actual Cenicero) y Alesanco.

La comarca formó parte de la Hermandad de Haro (1296), la Hermandad de Álava (1463) y de la Provincia de Álava en la primera división provincial de España (1822).

Durante los dos siglos siguientes el entorno fue testigo de enfrentamientos entre cristianos y musulmanes. Uno de estos enfrentamientos fue la batalla de la Morcuera en el año 865 que se saldó con la derrota cristiana. La comarca quedó prácticamente despoblada durante los siglos IX y X. Se encontraba en una zona al sur de la primitiva Castilla, Bardulia, y supuso el centro de la defensa de un valle protegido por los accesos de Bilibio, Pancorbo o Lantarón. La comarca sufrió numerosas embestidas por parte de Abderramán I hasta el siglo IX, cuando comenzó la repoblación llevada a cabo por campesinos y dirigida por eclesiásticos. Lope ben Muhammad no cesaba en sus correrías y atacó y conquistó el castillo de Bayas (904) y obligó a castellanos y alaveses a levantar el cerco de los castillos de Buradón y Grañón.
En el año 804, el obispo Juan de Valpuesta incluyó a Miranda y su entorno en la diócesis de Valpuesta, creando en la zona diversos monasterios, como el de San Mamés, La Molina o San Martín de Azo, todos ellos en la zona de los Montes Obarenes.
La zona se encontraba en el condado de Castilla en tiempos de Fernán González, en el Condado de Lantarón y Cerezo. Existían varias torres defensivas en Pancorbo, Cellorigo, Sobrón... En Villanueva Soportilla existe una de las más extensas necrópolis altomedievales del Norte de Burgos (s. IX-XII).

## Economía

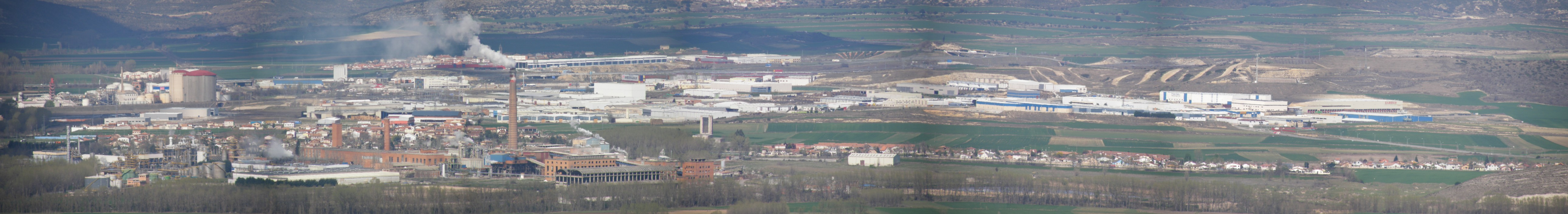
Vista panorámica de la zona industrial de Bayas-Arasur.

La comarca del Ebro es una de las zonas más industrializadas de Castilla y León, dentro del eje Valladolid-Palencia-Burgos-Miranda de Ebro. También es un nudo de comunicaciones por carretera y ferroviario. Destaca la industria química, agroalimentaria, aereoespacial, de mecánica y construcción de vehículos por ferrocarril; además de ser un centro logístico por su situación entre la Meseta, el Valle del Ebro y el País Vasco. Polígonos como el de Bayas, Ircio, Las Californias o los de la cuadrilla alavesa de Añana en Berantevilla, Lantarón o Ribera Baja son los principales motores económicos de la zona, con un sector servicios en la capital comarcal (Miranda) y un residual sector primario en las áreas de menos influencia de la cabecera comarcal como el Condado de Treviño.

## Idiomas

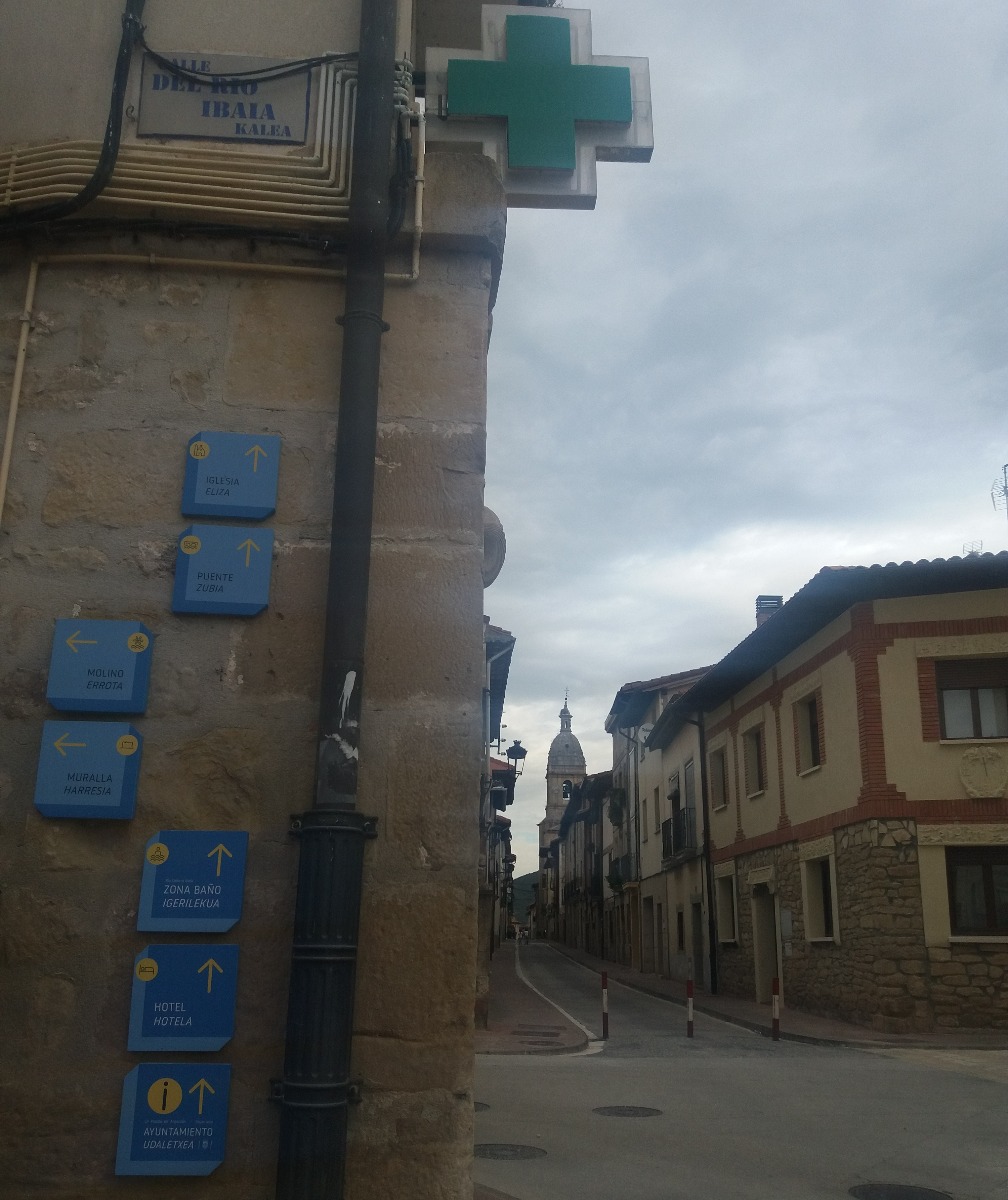
Señales bilingües en euskera y castellano en La Puebla de Arganzón.

Actualmente se habla Idioma español-Español de España y en menor medida Euskera.
Durante la Alta Edad Media encontramos una aparición de topónimos euskéricos tanto en la comarca del Valle del Ebro como en la Rioja Alta, lo que se conoce como la teoría de la Vasconización tardía. Ejemplos de ellos son los barrios mirandeses de Suzana, Bayas (Ibaia), Anduva o Bardauri, o varias de las entidades locales menores del Condado de Treviño. 
Con el paso de la zona al control de la Corona de Castilla la presencia del vascuence desaparece, y ya en los Siglos XVII y XIX los habitantes de la zona son plenamente monolingües en castellano, como también lo eran la práctica totalidad de los vecinos de la colindante provincia de Álava. 
Ya en la segunda mitad del siglo XX y con el Estado de las autonomías se produce la oficialidad del vascuence en Álava, dándose un proceso de reintroducción de la lengua en la provincia. Dicho proceso ha tenido un efecto también en la Comarca del Ebro con mucha menor intensidad a excepción del enclave de Treviño, donde el conocimiento del vascuence también se ha multiplicado en las últimas décadas, convirtiéndose de facto oficial a nivel municipal en dicho enclave. Se estima que en 2012 los habitantes bilingües alcanzaron el 22% y los bilingües pasivos el 17% de la población. En la Escuela Oficial de Idiomas de la capital comarcal, Miranda de Ebro, se imparte la enseñanza de euskera. Del mismo modo, en el municipio de La Puebla de Arganzón existe una ikastola.
El idioma castellano o español tiene su origen en la zona de Las Merindades, La Rioja y Álava, con influencias del vascuence, como se percibe en los Cartularios de Valpuesta y las Glosas Emilianenses. Esta influencia ha sido estudiada por la Fundación Francisco Cantera Burgos y el Instituto Castellano y Leonés de la Lengua.

## Municipios

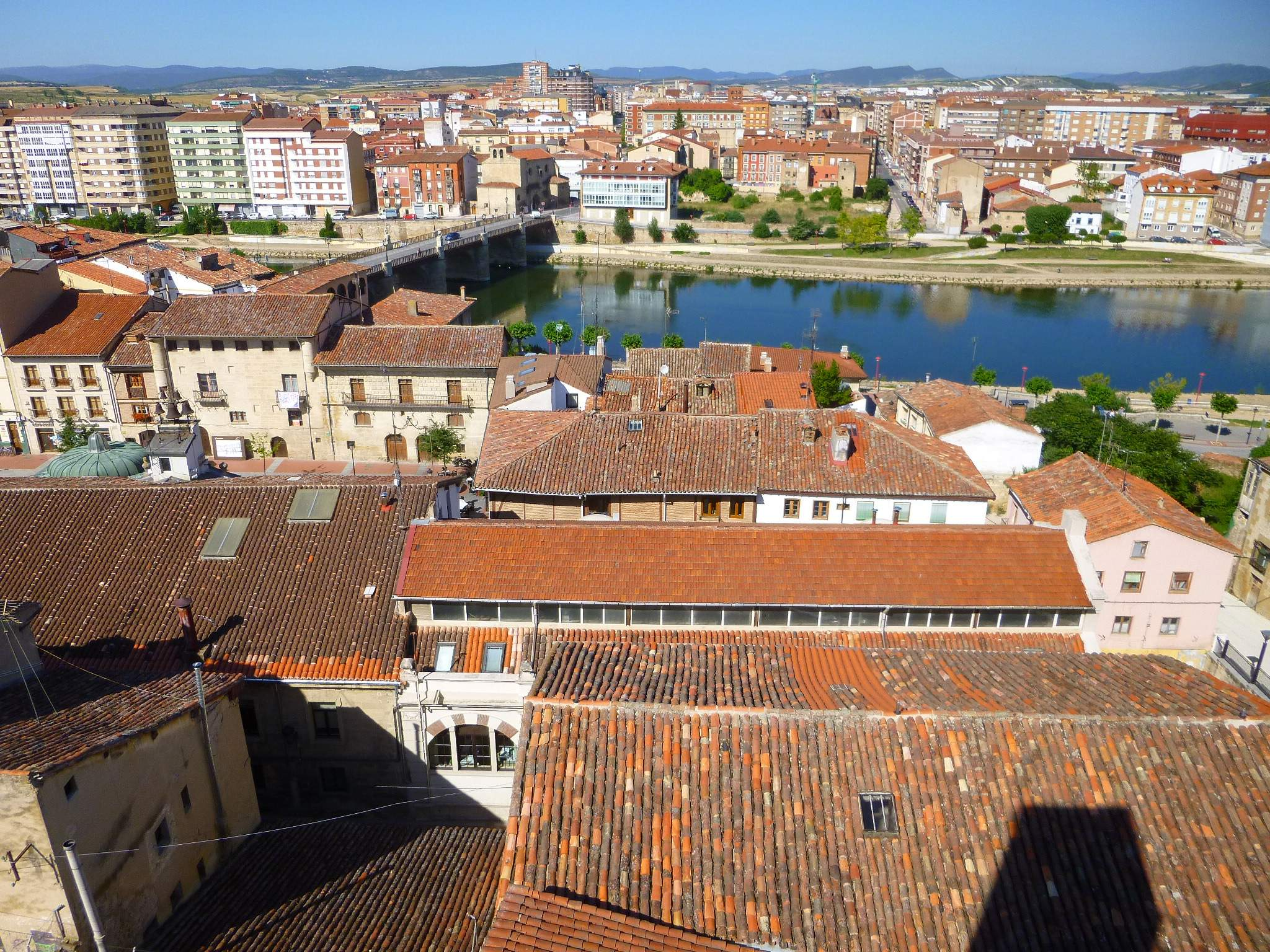
río Ebro a su paso por Miranda.

| #  | Municipio             | Alcalde                      | Partido Político  | Población   | Territorio km² |
| -- | --------------------- | ---------------------------- | ----------------- | ----------- | -------------- |
| 1  | Altable               | Ana Isabel Sánchez Carrizo   | PP                | 47          | 8,22           |
| 2  | Ameyugo               | Martin Madrid Torre          | PP                | 108         | 12,51          |
| 3  | Bozoó                 | Francisco Javier Abad García | PP                | 102         | 33,16          |
| 4  | Bugedo                | Juan Manuel Ramos Avellaneda | PP                | 189         | 17,42          |
| 5  | Condado de Treviño    | Enrique Barbadillo           | Treviño día a día | 1.489       | 260,71         |
| 6  | Encío                 | Jorge González Lared         | PP                | 41          | 18,76          |
| 7  | La Puebla de Arganzón | Pablo Ortiz de Latierro      | PNV               | 557         | 18,87          |
| 8  | Miranda de Ebro       | Aitana Hernando Ruiz         | PSOE              | 36.018      | 101,33         |
| 9  | Pancorbo              | Carlos Ortiz Caño            | C´s               | 437         | 58,45          |
| 10 | Santa Gadea del Cid   | Jorge Ortiz Torres           | PP                | 161         | 28,98          |
| 11 | Valluércanes          | José Ignacio Díez Pozo       | PP                | 63          | 27,95          |
|    | Comarca del Ebro      |                              |                   | 39.212 hab. | 586,36 km²     |

## Entidades locales menores

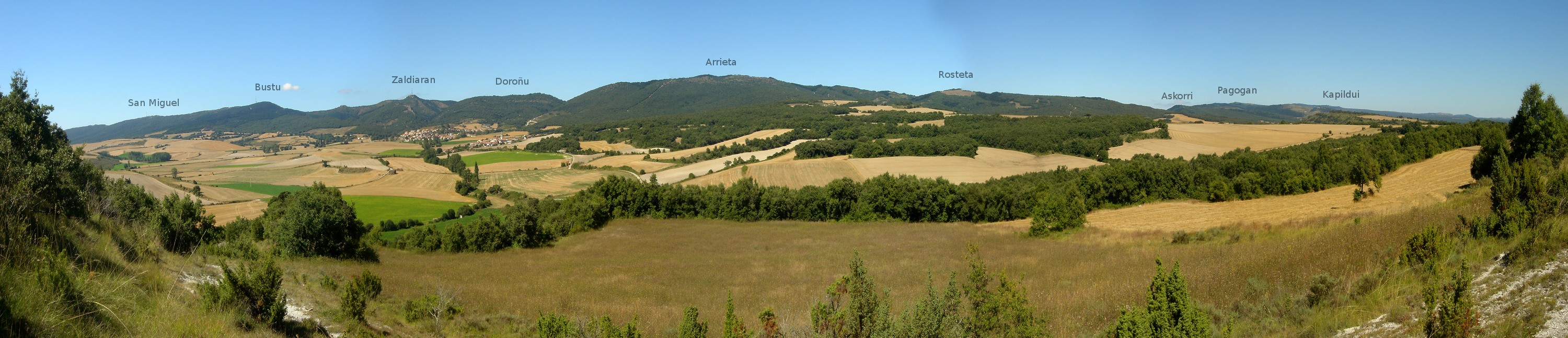
Los Montes de Vitoria (Sierra de Cantabria) separan la comarca de la Llanada Alavesa en el Condado de Treviño.

| - Ajarte - Añastro - Araico - Arana - Armentia - Arrieta - Ayuelas - Ascarza - Bardauri - Bayas | - Burgueta - Dordóniz - Grandival - Guinicio - Herrera - Ircio - Marauri - Meana - Mesanza | - Montañana - Moraza - Moriana - Moscardor de Treviño - Muergas - Obarenes - Obécuri - Ochate - Ocilla y Ladrera - Ogueta - Orón - Ozana | - Pangua - Páriza - Pedruzo - Portilla - Sajuela - Samiano - San Martín de Galvarín - San Martín de Zar - San Miguel del Monte - Saraso - Sáseta - Suzana | - El Ternero - Torre - Uzquiano - Valverde de Miranda - Villanueva Soportilla |  |